# 華陽国志
『華陽国志』（かようこくし）は、中国東晋の永和11年（355年）に常璩によって編纂された地誌。「華陽」とは巴・蜀・漢中を意味する。
古代から晋への歴史が断片的に書かれており、さらに地理の沿革・物産の状況を伝えている。字数約九万、全十二巻だが原本が現存しないため異説もある。

## 概要
古代の巴と蜀の地方についての詳しい記述は、黄河文明中心史観の時代にあっては、突飛な記述からこれらの文献は想像の産物だと思われていた。例えば、初代の古蜀王蚕叢は縦目だとする記述などである。それが、三星堆遺跡から青銅縦目仮面と名付けられた巨大な縦目の仮面が出土するなど、記述と完全に合致する遺物が発見されると一躍現実味を帯びたものとなった。黄河文明に平行して古蜀文化（長江文明）が存在している事が明らかになった。
洪亮吉は、『越絶書』と共に中国に現存する最も古い地方志であるとしている。記録に残る最古の刊本は宋の元豊元年（1078年）のもので原本は現存しないが、『後漢書』の章懐注や正史『三国志』の裴注で頻繁に引かれている。現行の校訂本としては任乃強『華陽国志校補図注』（上海古籍出版社 1987）が注釈も充実しており広く流通している。日本語訳としては谷口房男が全訳を論文発表している。また中林史朗の抄訳・完訳が刊行されている。

## 内容
- 巻1 巴志
- 巻2 漢中志
- 巻3 蜀志（古蜀含む）
- 巻4 南中志
- 巻5 公孫述劉二牧志（公孫述・劉焉・劉璋）
- 巻6 劉先主志（劉備）
- 巻7 劉後主志（劉禅）
- 巻8 大同志（三国末西晋初の記録）
- 巻9 李特雄期寿勢志（李特・李雄・李期・李寿・李勢）
- 巻10 先賢士女総讃論（晋以前の賢人）
- 巻11 後賢志（晋の著名人）
- 巻12 序志（序文と目録）